# Nhiễm trùng sơ sinh
Nhiễm trùng sơ sinh là nhiễm trùng sơ sinh (trẻ sơ sinh) mắc phải trong quá trình phát triển trước khi sinh hoặc trong bốn tuần đầu tiên của cuộc đời (thời kỳ sơ sinh). Nhiễm trùng sơ sinh có thể được lây truyền từ mẹ sang con, trong kênh sinh trong khi sinh hoặc bị nhiễm sau khi sinh. Một số bệnh nhiễm trùng sơ sinh xuất hiện ngay sau khi sinh, trong khi những nhiễm trùng khác có thể phát triển trong thời kỳ hậu sản. Một số bệnh nhiễm trùng sơ sinh như HIV, viêm gan B và sốt rét không trở nên rõ ràng cho đến sau này.
Có nguy cơ nhiễm trùng cao hơn đối với trẻ sinh non thiếu tháng hoặc nhẹ cân. Hội chứng suy hô hấp ở trẻ sơ sinh thường là tình trạng trẻ sơ sinh non tháng có thể gây ra hậu quả tiêu cực lâu dài, nó cũng có thể phát sinh sau khi bị nhiễm trùng. Trong một số trường hợp, các bệnh về đường hô hấp ở trẻ sơ sinh có thể làm tăng tính nhạy cảm với nhiễm trùng đường hô hấp trong tương lai và các phản ứng viêm liên quan đến bệnh phổi.
Thuốc kháng sinh có thể có hiệu quả đối với nhiễm trùng sơ sinh, đặc biệt là khi mầm bệnh nhanh chóng được xác định. Thay vì chỉ dựa vào các kỹ thuật nuôi cấy, việc xác định mầm bệnh đã được cải thiện đáng kể với công nghệ tiến bộ; tuy nhiên, giảm tỷ lệ tử vong ở trẻ sơ sinh đã không theo kịp và vẫn ở mức 20% đến 50%. Trong khi trẻ sơ sinh non tháng có nguy cơ đặc biệt cao, tất cả trẻ sơ sinh đều có thể bị nhiễm trùng. Nhiễm trùng sơ sinh cũng có thể liên quan đến vỡ ối sớm (vỡ túi ối) làm tăng đáng kể nguy cơ nhiễm trùng sơ sinh bằng cách cho phép vi khuẩn xâm nhập vào tử cung trước khi sinh. Nhiễm trùng sơ sinh có thể gây lo lắng cho gia đình và nó bắt đầu nỗ lực tập trung để điều trị nó bởi các bác sĩ lâm sàng. Nghiên cứu để cải thiện điều trị nhiễm trùng và điều trị dự phòng cho người mẹ để tránh nhiễm trùng cho trẻ sơ sinh đang được thực hiện.